# 沙尔姆圣瓦尔贝
沙尔姆圣瓦尔贝（法語：Charmes-Saint-Valbert，法語發音：[ʃaʁm sɛ̃ valbɛʁ]）是法国上索恩省的一个市镇，属于沃苏勒区。

## 地理
沙尔姆圣瓦尔贝（47°43'43"N, 5°42'32"E）面积5 平方千米，位于法国勃艮第-弗朗什-孔泰大區上索恩省，该省份为法国东部内陆省份，北起顺时针与孚日省、贝尔福地区省、杜省、汝拉省、科多尔省和上马恩省接壤。
与沙尔姆圣瓦尔贝接壤的市镇（或旧市镇、城区）包括：莫莱、普雷西尼、布吉尼翁莱莫雷。
沙尔姆圣瓦尔贝的时区为UTC+01:00、UTC+02:00（夏令时）。

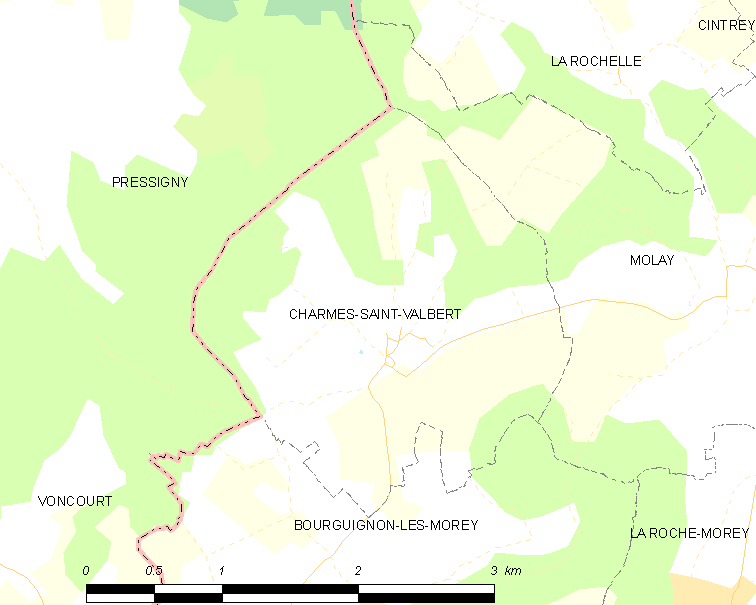
沙尔姆圣瓦尔贝的OSM定位图

## 行政
沙尔姆圣瓦尔贝的邮政编码为70120，INSEE市镇编码为70135。

## 政治
沙尔姆圣瓦尔贝所属的省级选区为瑞塞县。

## 人口

1962-2008年间沙尔姆圣瓦尔贝人口变化图示

沙尔姆圣瓦尔贝于2022年1月1日时的人口数量为32人。